# Neoserica kannegieteri
Neoserica kannegieteri är en skalbaggsart som beskrevs av Moser 1915. Neoserica kannegieteri ingår i släktet Neoserica och familjen Melolonthidae. Inga underarter finns listade i Catalogue of Life.